# レセPro
レセPro（レセプロ）は、2007年株式会社アップシステムが開発した業界初ASP型のレセコン。プライバシーマークに配慮し、高セキュリティのシステムを実現。柔道整復師用のレセPro (M)、マッサージ師用のレセPro (R) がある。請求団体向け、個人請求向けのバージョンがある。